# خطوط سايبا إنتركونتيننتال الجوية الرحلة 71
تصادم شرقي تامباكوندا الجوي هي تصادم جوي بين طائرتي بوينغ 737-8FB التابعة لخطوط سايبا إنتركونتيننتال الجوية الرحلة 71 وبريتش ايروسبيس 125-700A التابعة للخطوط الجوية السنغالية الرحلة 671 وقد تحطمت طائرة بريتش ايروسبيس 125-700A في المحيط الأطلسي علي بعد 110 كم غربي ساحل داكار مما أدي إلى مقتل جميع الركاب والطاقم البالغ عددهم 7 شخصا وطائرة بوينغ 737-8FB هبطت إلى مطار مالابو الدولي بمدينة مالابو في غينيا الاستوائية مما أدي إلى نجاة جميع الركاب والطاقم البالغ عددهم 112 شخصا وبعد التصادم خسرت طائرة بوينغ 737 جنيحات الجناح الأيمن ويعتقد بإنها أصطدمت بقمرة القيادة مما أدي إلى مقتل طاقم طائرة بريتش ايروسبيس 125 قبل التحطم وحدوث انفجار سريع في الضغط مما أدي إلى إغماء الركاب قبل التحطم لأن طاقم طائرة بريتش ايروسبيس 125 لم يستجيب لرسائل مراقبي الحركة الجوية بمدينة داكار وأتصل بعض الأقارب بالركاب الخمسة علي متن طائرة بريتش ايروسبيس 125 ولم يستجيبوا علي المكالمات وعلي بعد 110 كم غربي ساحل داكار سمع المراقبون الجويين من أتصالات الراديو الخاصة بالمراقبة الجوية انخفاض قوة دفع المحركات مما يعني بإن الوقود قد نفذ من محركي طائرة بريتش ايروسبيس 125 وسمعوا انخفاض المحرك الأيمن أولا ثم المحرك الأيسر مما أدي إلى انحراف الطائرة لليمين وتحطمت ولم يعثر علي حطامها أبدآ.